# Blutroter Borstenscheibling
Der Blutrote Borstenscheibling (Hymenochaete cruenta) ist eine Ständerpilzart aus der Familie der Borstenscheiblingsverwandten (Hymenochaetaceae). Er bildet leuchtend rote, krustige Fruchtkörper aus, die auf der Rinde von Weiß- (Abies alba) und anderen Tannen wachsen. Der Blutrote Borstenscheibling ist in Eurasien und Australien verbreitet und bevorzugt submeridionale bis warmgemäßigte Klimata.

## Merkmale

### Makroskopische Merkmale
Der Blutrote Borstenscheibling besitzt resupinate (am Substrat anliegende), am Rand effuso-reflexe (hochgebogene) Fruchtkörper von feinfilziger Konsistenz. Gelegentlich bildet die Art an senkrechten Unterlagen auch Hutkanten am oberen Ende aus. Die Fruchtschicht ist frisch leuchtend blutrot bis dunkel purpurn, die Ränder meist dunkelbraun. Fällt sie mit Totholz zu Boden, wird sie schnell dunkelbraun. Die Fruchtkörper besitzen eine glatte bis feinhöckrige Oberfläche. Die gattungstypischen Borsten sind dunkelbraun und unter der Lupe zu erkennen.

### Mikroskopische Merkmale
Die Art verfügt über zahlreiche, rostbraune Seten von 60–80 × 6–10 µm in der Fruchtschicht. Ihre Hyphen sind 3–4 µm breit und einfach septiert. Die Art besitzt 20–25 × 4–5 µm große, viersporige Basidien. Die Sporen des Blutroten Borstenscheiblings werden rund 6–8 × 2–2,5 µm groß und sind zylindrisch und bisweilen leicht gebogen. Er hat eine monomitische Trama und unbeschnallten Septen. 

## Verbreitung
Die bekannte Verbreitung der Art umfasst weite Teile der Paläarktis und Australien. Ob er auf letzterem eingeschleppt wurde oder bereits vor der Ankunft des Menschen dort heimisch war, ist unklar. Das eurasische Areal deckt sich mit der Verbreitung der Gattung Abies.

## Ökologie
Der Blutrote Borstenscheibling kommt in Mischwäldern mit hohem Anteil von Tannen (Abies spp.) vor. In der Regel bevorzugt er luftfeuchte Nordhänge. Die Fruchtkörper sprießen 15–30 m hoch über dem Boden auf der Rinde alter Tannen. In Europa ist die Weiß-Tanne (Abies alba) der einzige Wirt, anderswo nehmen andere Arten der Gattung ihre Funktion ein.